# Czemierniki
Czemierniki – miasto w Polsce, położone na Wysoczyźnie Lubartowskiej, w województwie lubelskim, w powiecie radzyńskim, siedziba gminy Czemierniki. Na terenie Czemiernik utworzono dwa sołectwa Czemierniki I i Czemierniki II.
Prywatne miasto szlacheckie lokowane w 1509 roku, położone było w drugiej połowie XVI wieku w powiecie lubelskim w województwie lubelskim. Zostały pozbawione praw miejskich 13 stycznia 1870 i włączone do gminy Czemierniki w powiecie lubartowskim. W latach 1867–1954 siedziba wiejskiej gminy Czemierniki, 1954–1972 gromady Czemierniki (od 1956 w powiecie radzyńskim), a od 1973 reaktywowanej gminy Czemierniki. W latach 1975–1998 należały administracyjnie do województwa bialskopodlaskiego. 1 stycznia 2024 odzyskały status miasta.
| SIMC    | Nazwa    | Rodzaj       |
| ------- | -------- | ------------ |
| 0011185 | Brzeziny | kolonia      |
| 0011191 | Skruda   | część miasta |

Zobacz też: Kolonia Czemierniki Południowe

## Toponimia
Czemiernikami nazywano ludzi trudniącymi się wyrobem trucizny z rośliny ciemiernik (gwarowo także: ciemierzyca, czemierzyca, ciemiorka, czemiorka) występującej obficie na tym terenie w przeszłości, to od nazwy tej profesji przyjęto nazwę miasta.

## Historia

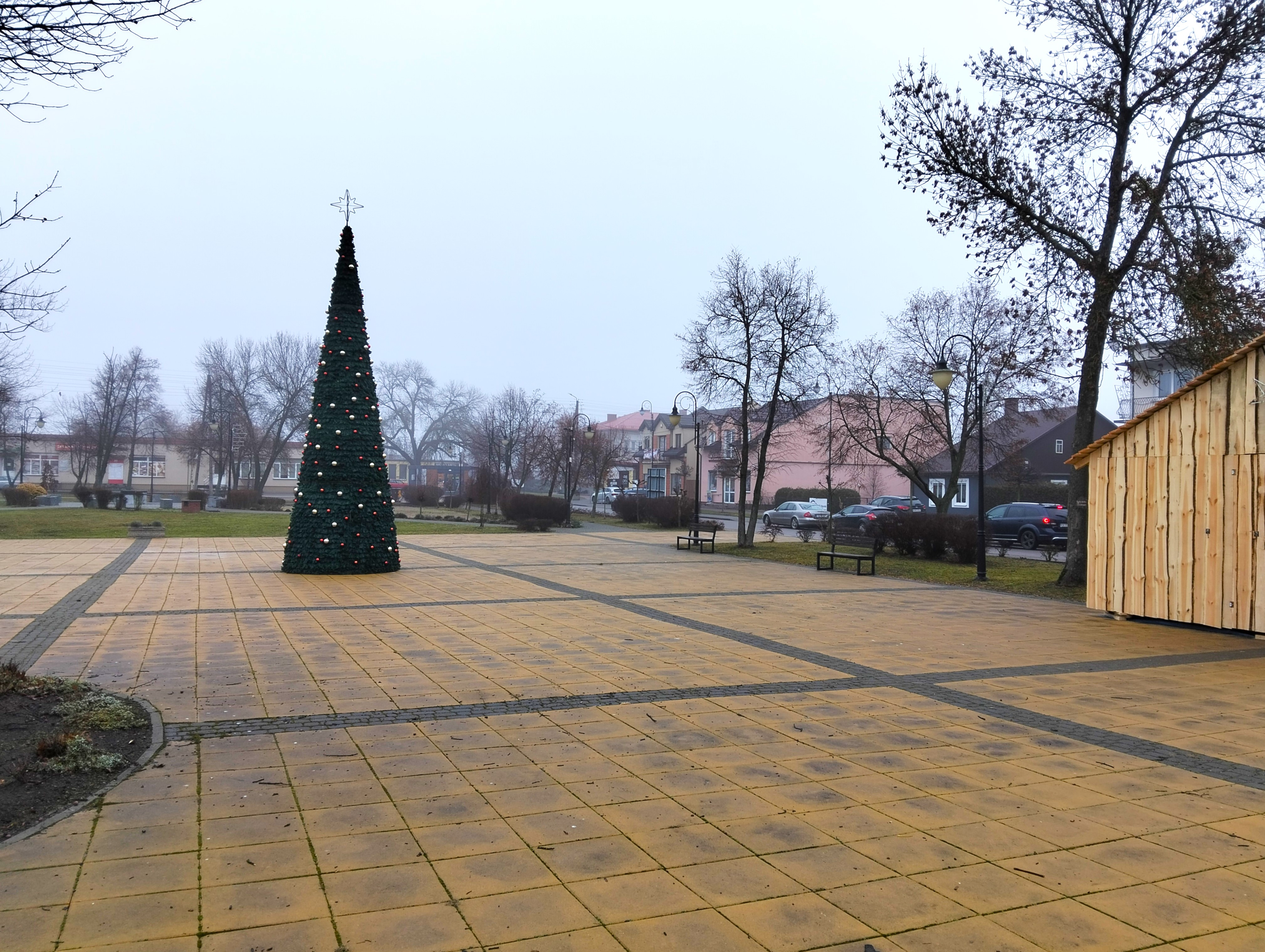
Rynek

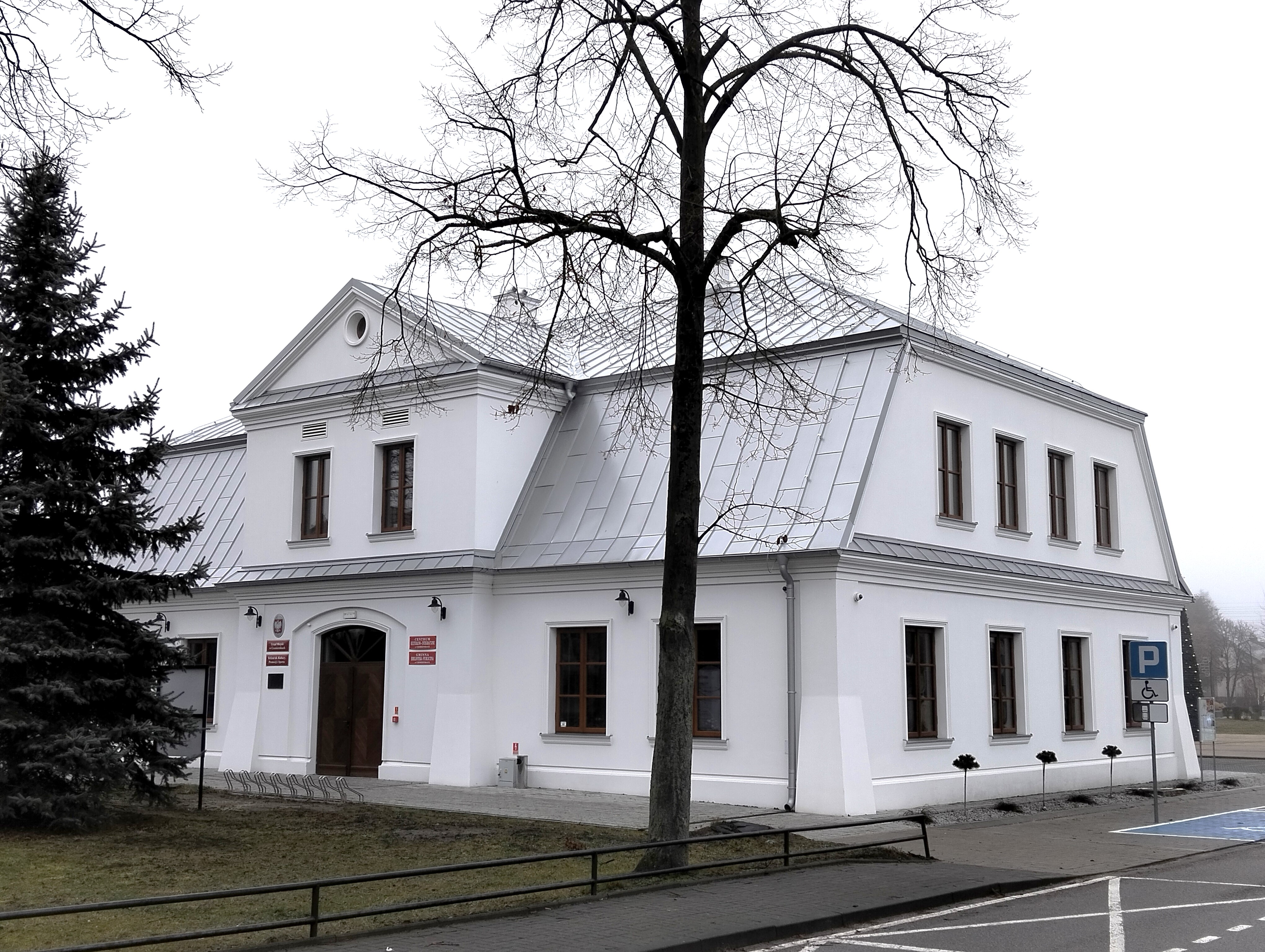
Ratusz

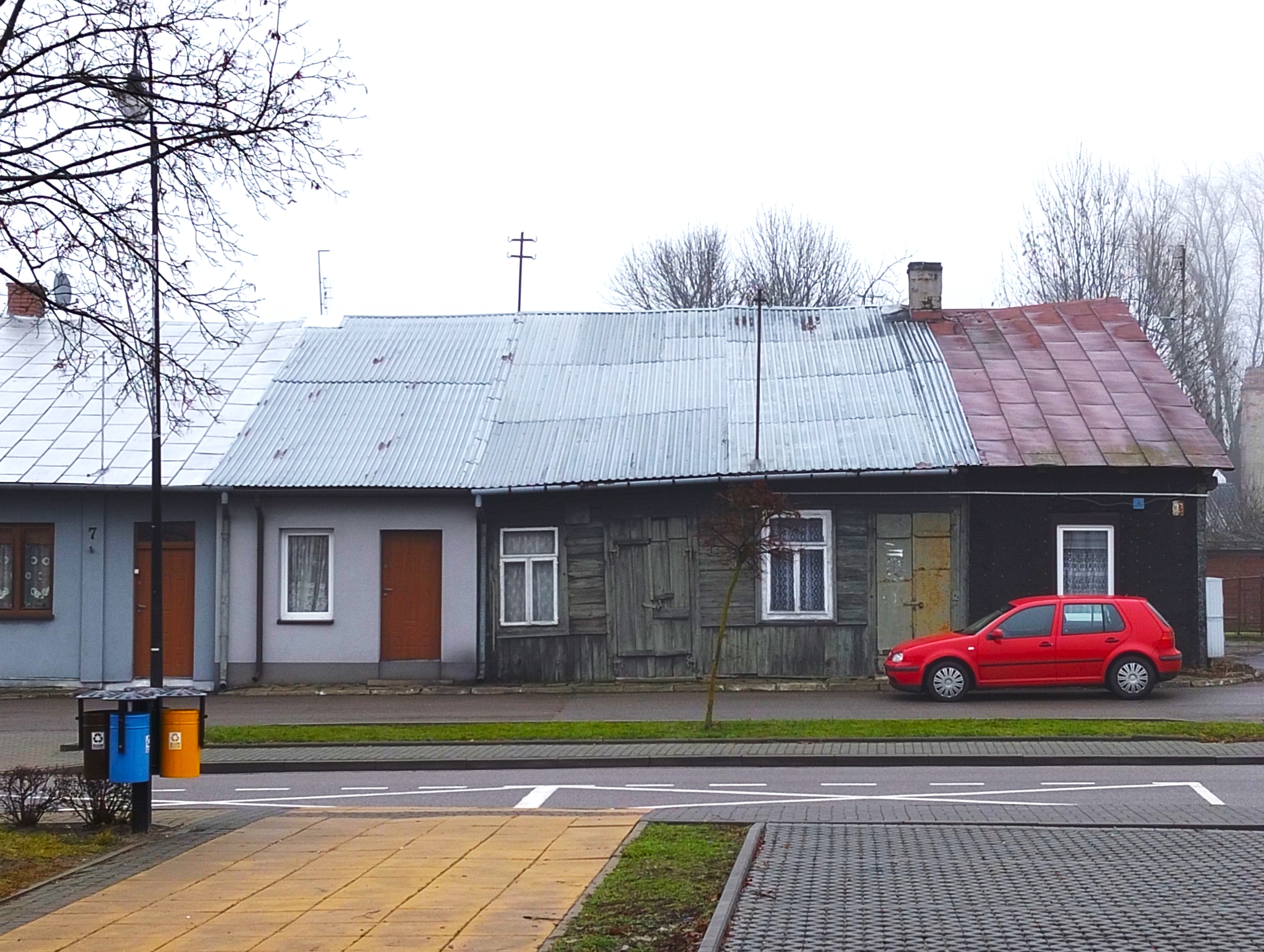
Drewniana zabudowa rynkowa

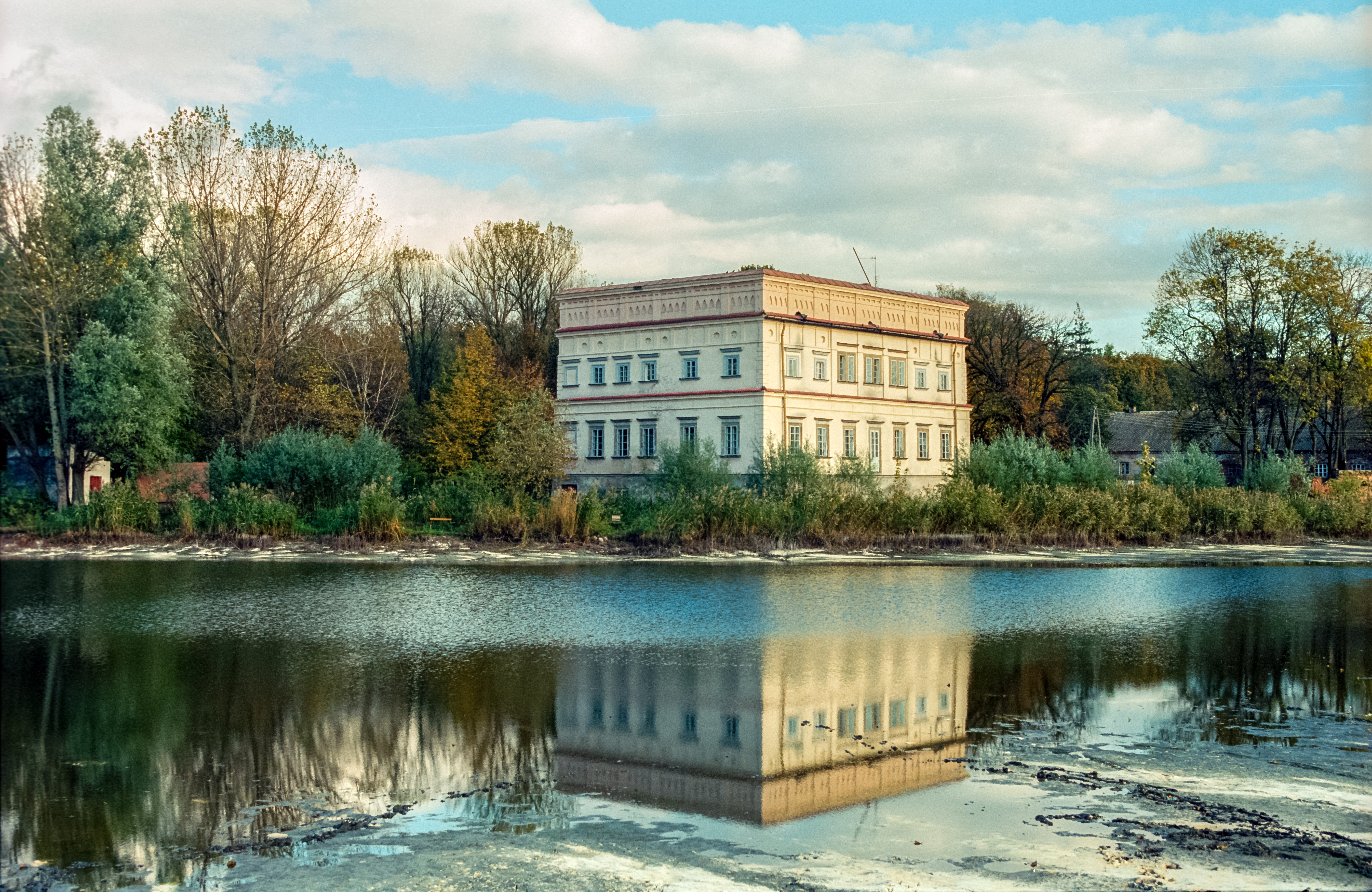
Pałac w Czemiernikach.

Pierwsze ślady osadnictwa odnaleziono w miejscowości Niewęgłosz. Znajduje się tam grodzisko datowane na X-XI wiek.
Lokacja wsi Czemierniki przypadła na lata 1253–1325. W latach 1325–1327 w Aktach Kamery Apostolskiej wzmiankowany był kościół rzymskokatolicki pw. św. Stanisława. Założono też parafię w archidiakonacie lubelskim w ziemi sandomierskiej. Wówczas to wieś była w posiadaniu rodu rycerskiego Dembińskich herbu Rawicz.
Złoty okres Czemiernik przypadł na XVI wiek po tym gdy w 1509 roku wieś stała się własnością rodu Firlejów. Mikołaj Firlej z Dąbrowicy za zasługi wojenne pod Smoleńskiem otrzymał od króla Zygmunta I Starego przywilej przenoszący Czemierniki na prawo miejskie magdeburskie. Zmienia się wówczas wygląd miasta, otrzymuje ono wydłużony rynek, samorząd miejski i herb. Czemierniki stają się ważnym ośrodkiem handlowo-usługowym. W tym okresie powstał też prawdopodobnie murowany dwór, rozbudowany w latach 1615–1622.
W okresie od października 1625 roku do stycznia 1626, w rezydencji Henryka Firleja schronił się wraz z rodziną i dworem król Zygmunt III Waza, który obawiał się panującej wówczas w Krakowie zarazy.
W 1655 roku miasto zostało zniszczone przez Szwedów. W II połowie XVII wieku przeszło w ręce Jana III Sobieskiego, a następnie w ręce jego syna Jakuba. W 1703 r. zezwolił on Żydom na osiedlanie się w Czemiernikach, oraz wyznaczył dla nich odrębny cmentarz.
W 1719 roku miasto przeszło w ręce Stefana Humieckiego, wojewody podolskiego. Kolejnym właścicielem Czemiernik został Stanisław Małachowski. W 1809 roku miejscowość stała się własnością Urszuli, córki Konstancji i Dominika Radziwiłłów.
Kolejnym właścicielem Czemiernik został generał Wincenty Krasiński, choć formalnym właścicielem był jego syn Zygmunt Krasiński. Majątkiem zarządzał Józef Kotarbiński. Przeprowadzony został wówczas remont pałacu, o czym informuje inskrypcja na pamiątkowej tablicy umieszczonej we wschodniej elewacji.
Okres rozwoju Czemiernik przypada za rządów Henryka Firleja. Ten cieszący się dużymi wpływami w ówczesnej Rzeczypospolitej arcybiskup gnieźnieński i późniejszy prymas Polski zlikwidował zbór kalwiński i założył misję Jezuitów. Sprowadził także architektów, aby stworzyć tu swoją rezydencję.
W latach 1603–1612 powstała murowana świątynia pw. św. Stanisława Biskupa oraz wzniesiona w stylu późnorenesansowym willa włoska wraz z zespołem fortyfikacji bastionowej. Sprowadzając ogrodników z Flandrii, Henryk Firlej założył ogrody, które swojego czasu uchodziły za jedne z najpiękniejszych w Polsce. Miasto dostało też nowy herb, który pozostaje w niezmienionej formie do dzisiaj.
W okresie powstania styczniowego na terenie Czemiernik toczyły się walki płk. Adama Zielińskiego z oddziałami rosyjskimi. 13 stycznia 1870 r. pozbawiono Czemierniki praw miejskich. W II połowie XIX wieku miejscowość była własnością Edwarda Raczyńskiego. W latach 90. XIX w. odziedziczył ją Karol Roger Raczyński aż do roku 1944. Był on ostatnim właścicielem dóbr Czemiernickich.
W 1918 r., po odzyskaniu niepodległości, Czemierniki stały się siedzibą gminy. Cały teren gminy (11 sołectw i 22 wioski) zamieszkuje ok. 7400 osób.
Po wybuchu wojny w 1939 r., przez okoliczne tereny przeszły oddziały wojskowe kawalerii generała Zygmunta Podhorskiego, stanowiące skład Samodzielnej Grupy Operacyjnej „Polesie” generała Franciszka Kleeberga. Od 7 do 13 września 1939 r. w pobliskiej leśniczówce przebywała żona marszałka Rydza-Śmigłego. Bardzo szybko na terenie Czemiernik zorganizowały się oddziały partyzanckie, już w 1940 r. sformowały się oddziały Armii Krajowej i Batalionów Chłopskich. W tym samym czasie Niemcy stworzyli getto dla ludności żydowskiej, oraz dokonali szeregu bestialskich mordów zarówno na ludności polskiej, jak i żydowskiej. Między innymi w 1942 roku rozstrzelanych zostało 36 Żydów, a w 1943 r. 35 Polaków i Żydów podejrzanych o pomoc partyzantom.
W lipcu 1944 roku Czemierniki zdobyły wojska sowieckie. W sierpniu 1944 r. rozpoczął funkcjonować Polowy Punkt Ewakuacyjny nr 3 (PPE nr 3), którego komendantem był mjr Leon Gecow. W składzie PPE nr 3 działała wojskowa komisja lekarska i w ramach tej działalności oraz na podstawie rozkazu dowódcy 2 Armii WP sformowano bazę szpitalną, w tym w dniu 9 grudnia 1944 r. powstał Chirurgiczny Polowy Szpital Ruchomy nr 12. W ramach PPE nr 3, który obejmował rejon Czemierniki – Kock – Siedlce, znajdował się skład sanitarny dla potrzeb szpitali należących do szpitalnej bazy 2 Armii WP.
Według danych z 2002 r. w sołectwach na terenie gminy zamieszkuje ok. 5000 mieszkańców. Rolnictwo jest podstawową dziedziną gospodarki. Miejscowość spełnia też funkcję lokalnego ośrodka usługowego oraz zaopatrzeniowego. Na terenie Czemiernik znajdują się instytucje administracyjne (urząd miejski, poczta, bank spółdzielczy), oświatowe (szkoła podstawowa, biblioteka publiczna) oraz opieki zdrowotnej (ośrodek zdrowia, stomatolog, apteki).
Decyzją metropolity lubelskiego abp Józefa Życińskiego z 21 czerwca 2008 roku erygowany został dekanat Czemierniki. Dziekanem został ks. Józef Stanisław Chorębała – proboszcz parafii Św. Stanisława w Czemiernikach.
Według Narodowego Spisu Powszechnego z roku 2011 wieś liczyła mieszkańców.

## Zabytki

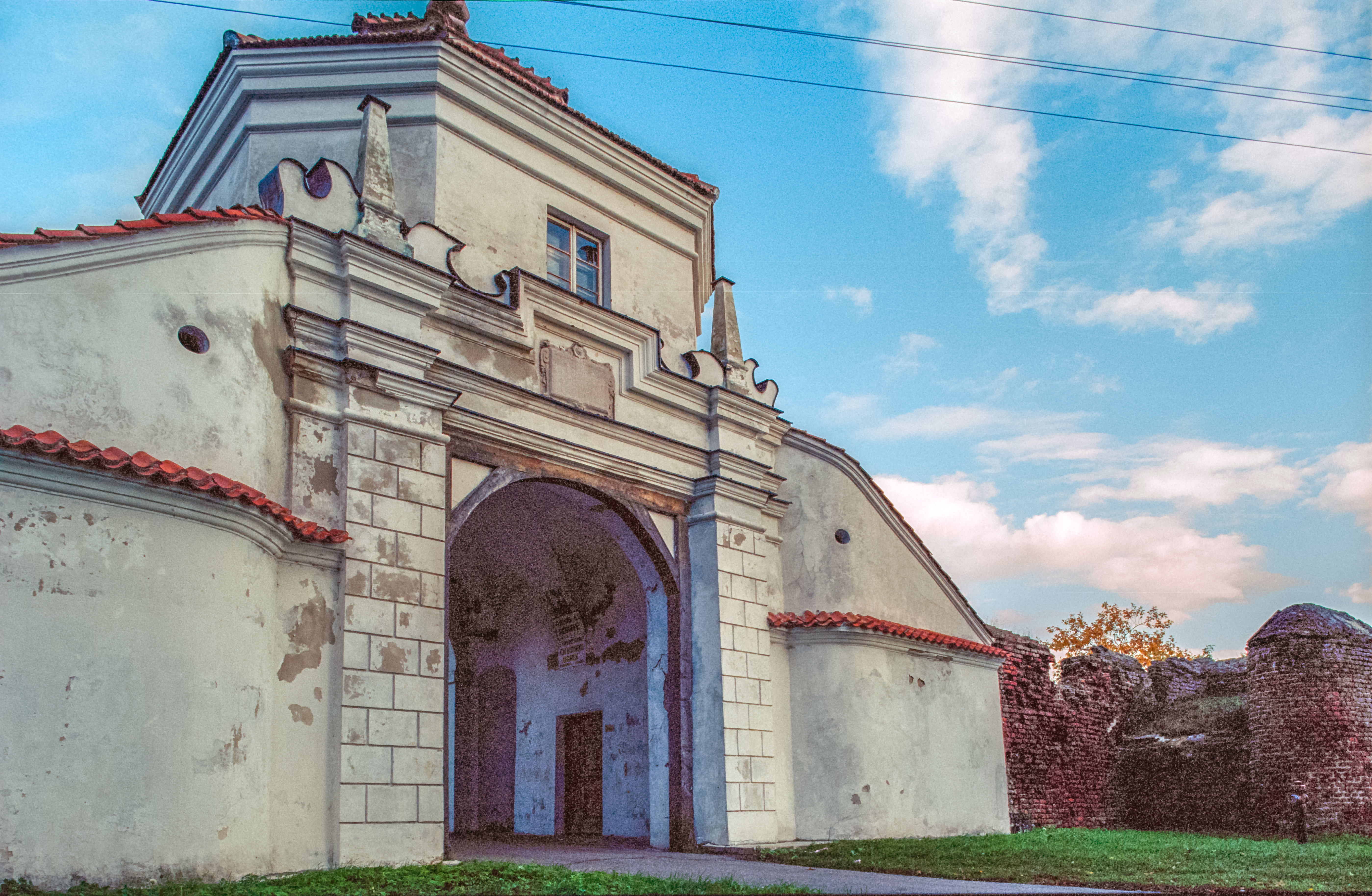
Brama pałacowa w Czemiernikach.

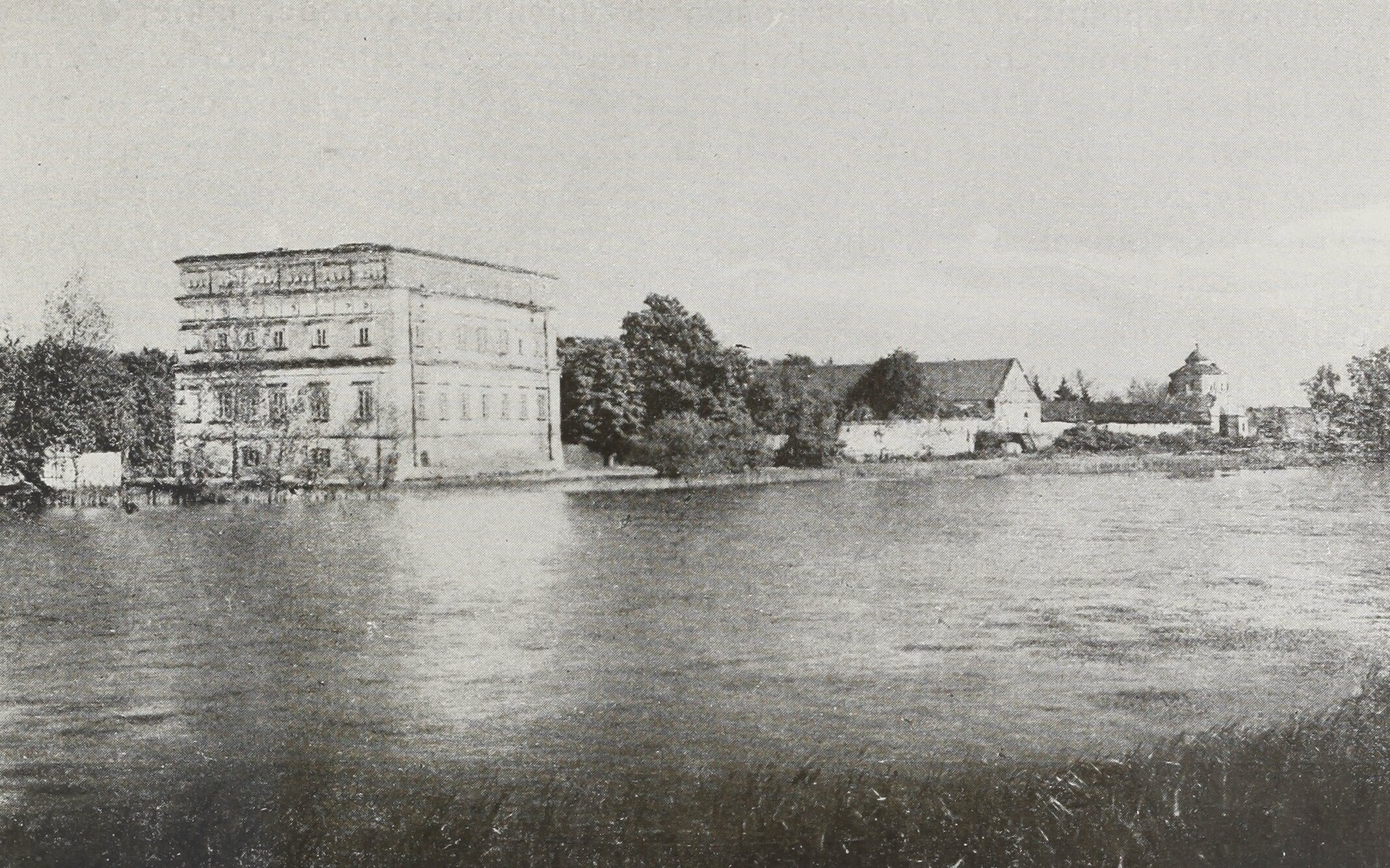
Pałac przed 1930

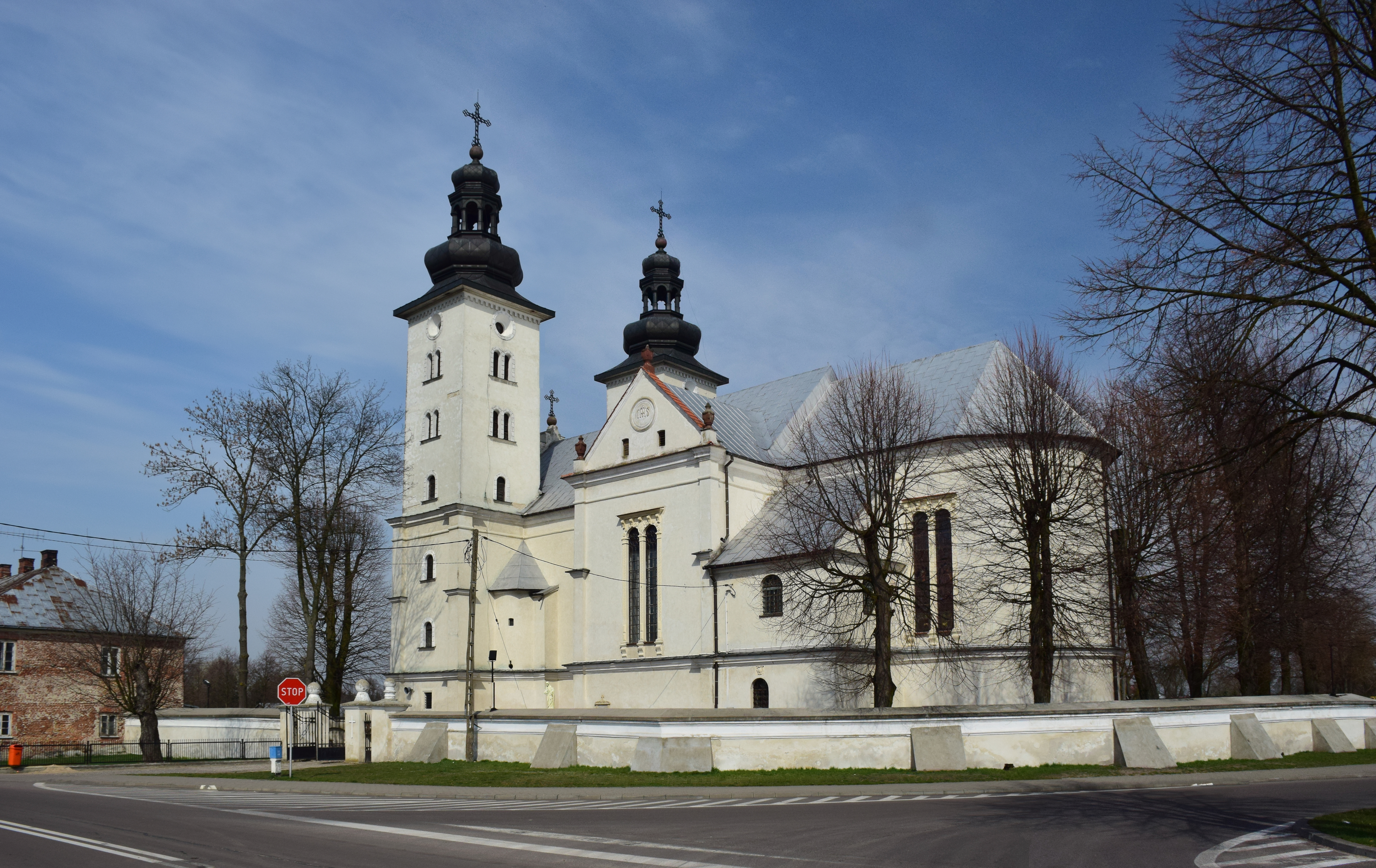
Kościół parafialny w Czemiernikach.

- Zamek w Czemiernikach składający się z pałacu, bramy, arsenału i fortyfikacji bastionowych z 1 połowy XVII wieku.
- kościół parafialny pw. św. Stanisława Biskupa w stylu renesansowo-manierystycznym z lat 1603–1617
- kaplica pw. św. Ludwika
- dom parafialny „mansjonaria” z 1 poł. XVII w.
- cmentarz żydowski
- układ urbanistyczny z XVI–XVIII wieku
- kapliczka Matki Boskiej z ogrodzeniem
- cmentarz kościelny

## Edukacja
- Szkoła podstawowa im. T. Kościuszki[20]

## Sport
W Czemiernikach funkcjonuje LKS Orzeł Czemierniki – amatorski klub piłkarski, założony w 1975 roku. W sezonie 2023/2024 drużyna seniorów gra w klasie okręgowej w grupie Biała Podlaska. Orzeł rozgrywa swoje mecze na stadionie mogącym pomieścić 100 widzów.

## Turystyka
- Szlak Renesansu Lubelskiego